# Satoshi Mori (sciatore)
Satoshi Mori (森敏?, Mori Satoshi; Nozawaonsen, 19 maggio 1971) è un ex combinatista nordico giapponese.

## Biografia
In Coppa del Mondo esordì il 4 marzo 1994 a Vuokatti (10°) e ottenne l'unico podio il 21 marzo 1999 a Zakopane (2°).
In carriera prese parte a due edizioni dei Giochi olimpici invernali, Nagano 1998 (38° nell'individuale, 5° nella gara a squadre) e Salt Lake City 2002 (30° nell'individuale, 22° nella sprint, 8° nella gara a squadre), e a tre dei Campionati mondiali (5° nella gara a squadre a Ramsau am Dachstein 1999 e a Lahti 2001 i migliori risultati).

## Palmarès

### Coppa del Mondo
- Miglior piazzamento in classifica generale: 12º nel 1999
- 1 podio (individuale):
  - 1 secondo posto